# Tretí deň
Tretí deň je slovenská křesťanská kapela. Založena byla roku 1992 v Košicích. Zakladateli byli Miroslav Tóth, Samuel Evin a Marcela Bertová. Kapela se stylem řadí mezi pop a gospel. V červenci 2008 vystoupila na benefičním koncertu „PRO UKRAJINU“ na Velehradě, který odvysílala TV Noe.

## Současná sestava
- Miroslav Tóth (zpěv, kytara)
- Samuel Evin (baskytara)
- Michal Čerevka / Andrew Thiessen (bicí)
- Marcela Bertová (zpěv - soprán)
- Alexandra Ballová (zpěv - alt)
- Viliam Göbl (kláves)

## Alba
Boh je mojou spásou (1999)

1. Privítajme Pána

2. Viem, že mój Pán

3. Spasenie moj Pán mi dal

4. Všetky národy

5. Ty si pánom mojich dní

6. Dobroreč Pánovi

7. Ostanem stáť

8. Ty naplňáš chválou naše ústa

9. Si večný Boh

10. Viem, že si blízko

11. Boh je mojou spásou

12. Ježíš je víťaz z Júdy

13. Stále túžím ísť a hlásať

Niekto ti chýba (2002)

1. Tu sme

2. Nehanbím sa nehanbím

3. Niekto ti chýba

4. Máš iba jediný život

5. Kam sa všeci ponáhľame

6. Nič nie je nemožné

7. Eště nie som v cieli

8. Neobstojí žiadna zbraň

9. Aj keby nekvitol fík

10. Boh zostúpí k nám

11. Nikto ma nemože odľučiť od Tvojej lásky

K Tebe blízko (2005)

1. Smädní po Tebe

2. Túžim prísť

3. Svieť nám

4. Keď vstúpi Boh

5. Pane príď

6. S Tebou sa dá...

7. Boh je zdrojom síl

8. K Tebe blízko

9. Ľúbiť Ťa chcem

10. Chcem z Tvojej živej vody pit'

11. Hledám Tvoji tvář

12. Len Tebe

13. Mnoho krát

14. Otvor mi oči